# Seaforth Island
Die unbesiedelte Seaforth Island (gälisch: Eilean Shìophort) ist eine schottische Insel der Äußeren Hebriden.

## Geographie
Die Insel liegt in dem Meeresarm Loch Seaforth, welcher in diesem Abschnitt die Grenze zwischen Lewis und Harris, den Bestandteilen der Doppelinsel Lewis and Harris, markiert. Nach einer Strecke von 12,5 km in nordwestlicher Richtung knickt Loch Seaforth abrupt nach Nordosten ab. An diesem Knick liegt Seaforth Island, die mit einer Fläche von 273 Hektar die größte Insel des Meeresarmes darstellt. Ihren höchsten Punkt markiert ein namenloser Hügel im Nordteil. Er ragt 217 m in die Höhe.
Auf Grund ihrer Lage auf der Grenze zwischen Lewis und Harris, die zudem noch historisch die Grenze zwischen den traditionellen Grafschaften Ross-shire und Inverness-shire bildete, war die Zugehörigkeit von Seaforth Island umstritten. Nachdem die Grenze zunächst die Insel teilte, wurde Seaforth Island in einer ungewöhnlichen Entscheidung im Jahre 1851 beiden Grafschaften vollständig zugeschlagen. Erst die Verwaltungsreform 1975 löste mit der Schaffung der Verwaltungsregion Western Isles, welche die Äußeren Hebriden vollständig abdeckt, diesen Widerspruch.